# Kapoeweri
Kapoeweri (van Portugees capoeira) is secundaire begroeiing die ontstaat wanneer een stuk Surinaams bos gekapt of anderszins verstoord wordt.
Jonge kapoeweri bestaat gewoonlijk uit struikgewas, zoals de koenamie, maar als dat gebied ouder wordt, ontstaat er een bos met pioniersoorten, zoals Cecropia obtusa en Cecropia sciadophylla.